# 공현진항
공현진항(公峴津港)은 강원특별자치도 고성군 죽왕면 공현진리에 있는 어항이다. 1999년 1월 1일 국가어항으로 지정되었다. 관리청은 해양수산부 동해어업관리단, 시설관리자는 고성군수이다.

## 어항 연혁
2000년 기본계획을 수립하고 2001년 환경영향평가에 대한 협의 후, 사업에 착수하면서 관광 및 유통기지를 담당하는 다목적 항으로 발전하고 있다.

## 어항 구역
본 항의 어항구역은 다음과 같다.
- 수역: 기존방파제 기점에서 E방향으로 350m 이동한 점, 이점에서 S방향으로 700m 이동한 점, 이점에서 W방향으로 육지부를 연결하는 선을 따라 형성된 공유수면[2]
- 육역: 강원특별자치도 고성군 죽왕면 공현진리431-13 외 1필지(상세내역은 생략)[3]

## 어항 시설
동방파제, 남방파제가 축조되어 있으며, 내측에는 물양장, 선양장 및 호안이 축조되어 있다.

## 입항 정보
목표물로는 홍색 원형의 공현진항 동방파제 등대 (등고 15m)가 좋으며, 항내 수심은 1.4~4.8m, 저질은 모래와 바위로 되어 있고, 항 입구가 남쪽으로 열려있어 남풍에는 파도가 침입한다. 항만개발이 완료된 후에는 항내 정온도가 좋아져 인근의 가진항 등 마을 어선까지 출장정박을 하고 있으나 불규칙한 암반으로 인하여 묘박은 곤란하다. 동방파제 동쪽 약 150m에 노출암(0.4m)이 있으며, 그 외측으로 2개의 암초와 얕은 수심들이 있으니 주의하여야 한다.

## 주요 어종
공현진항의 주요 어종은 가자미, 광어, 임연수어, 방어 등이다.

## 주변 관광
공현진항은 고운 모래와 얕은 수심의 공현진해수욕장이 있어 입지적 여건이 뛰어나다. 공현진항의 긴 해안선을 따라 올라가면 윈드서핑, 스킨스쿠버 등 다양한 수상 스포츠와 바다낚시를 즐길 수 있다. 고성의 문화명소로 손꼽히는 송지호와 어명기가옥(중요민속문화재 제131호)은 푸른 바다와 어우러져 보는 이들의 마음을 편안하게 만들어준다.